# 北京路街道 (乌鲁木齐市)
北京路街道，是中华人民共和国新疆维吾尔自治区乌鲁木齐市新市区下辖的一个乡镇级行政单位。

## 行政区划
北京路街道下辖以下地区：
北京路口社区、联建社区、北京南路社区、中营工社区、蜘蛛山社区、苏州路社区、呈祥社区和阳光社区。